# People I Know
People I Know è un film del 2002 con Al Pacino e Kim Basinger.

## Trama
Eli Wurman, un addetto alle pubbliche relazioni di New York ormai sulla via del tramonto, si ritrova ad organizzare una  manifestazione per raccogliere fondi e a dover implorare personaggi importanti perché siano presenti. Un giorno si trova coinvolto in un omicidio e allora tutto si complica.